# Voškov
Přírodní rezervace Voškov se nachází v okrese Beroun, kde zaujímá stráně po pravém břehu řeky Berounky severně od vesnice Běleč (zhruba mezi obcemi Liteň, Karlštejn a Zadní Třebaň). Důvodem ochrany jsou bučiny a suťové porosty s bohatým bylinným patrem. Chráněné území bylo vyhlášeno roku 1972; jeho správou je pověřena CHKO Český kras.

## Popis oblasti
Většina území je porostlá lesem, na svazích rostou suťové javořiny, bučiny a dubohabřiny. Na příkrých suchých svazích roste dub šípák (Quercus pubescens), v podrostu společně s kamejkou modronachovou (Aegonychon purpurocaeruleum). Ze zvláště chráněných druhů se vyskytuje mj. plamének přímý (Clematis recta), chrpa chlumní (Centaurea triumfettii), dřín obecný (Cornus mas), zapalice žluťuchovitá (Isopyrum thalictroides), růže keltská (Rosa gallica), lilie zlatohlávek (Lilium martagon) a další.
Z měkkýšů je významný výskyt vzácných druhů závornatek. Prozkoumanost lokality po entomologické stránce je nedostatečná. Na skalních stepích se vyskytovala kriticky ohrožená ještěrka zelená (Lacerta viridis), ale její výskyt nebyl potvrzen. V lokalitě žijí tři druhy užovek - užovka hladká (Coronella austriaca), užovka podplamatá (Natrix tessellata) a užovka obojková (Natrix natrix). V území bylo zaznamenáno hnízdění více než 65 ptačích druhů, nejvýznamnější z nich jsou dutinoví pěvci a krutihlav obecný (Jynx torquilla), je zde známo též jedno z posledních hnízdišť sýčka obecného (Athene noctua) v oblasti. V území se nacházejí dva jezevčí (Meles meles) hrady, z dalších savců se v oblasti vyskytují veverka obecná (Sciurus vulgaris) a kuna lesní (Martes martes).
Přírodní rezervace sousedí v části s karlštejnským golfovým hřištěm.